# Gilbert Koomson
Gilbert Koomson (ur. 9 września 1994 w Akrze) – ghański piłkarz występujący na pozycji skrzydłowego w norweskim klubie FK Bodø/Glimt.

## Kariera klubowa

### BEC Tero Sasana
W 2012 roku podpisał kontrakt z zespołem BEC Tero Sasana.

### Samut Songkhram
W 2013 roku został wysłany na wypożyczenie do klubu Samut Songkhram. Zadebiutował 27 marca 2013 w meczu Thai League 1 przeciwko TOT SC (0:0). Pierwszą bramkę zdobył 7 kwietnia 2013 w meczu ligowym przeciwko Bangkok Glass (1:1).

### Sogndal Fotball
3 sierpnia 2013 udał się na wypożyczenie do drużyny Sogndal Fotball. Zadebiutował 4 sierpnia 2013 w meczu Eliteserien przeciwko Rosenborg BK (2:0).

### BEC Tero Sasana
1 stycznia 2014 powrócił do zespołu z wypożyczenia. Zadebiutował 23 lutego 2014 w meczu Thai League 1 przeciwko Samut Songkhram (0:0). Pierwszą bramkę zdobył 9 marca 2014 w meczu ligowym przeciwko Suphanburi FC (4:2).

### Sogndal Fotball
28 stycznia 2016 podpisał trzyletni kontrakt z klubem Sogndal Fotball. Zadebiutował 13 marca 2016 w meczu Eliteserien przeciwko FK Bodø/Glimt (2:0). Pierwszą bramkę zdobył 8 maja 2016 w meczu ligowym przeciwko Aalesunds FK (1:4).

### SK Brann
19 stycznia 2018 przeszedł do drużyny SK Brann. Zadebiutował 18 marca 2018 w meczu Eliteserien przeciwko FK Bodø/Glimt (2:0). Pierwszą bramkę zdobył 6 sierpnia 2018 w meczu ligowym przeciwko IK Start (4:1). 11 lipca 2019 zadebiutował w kwalifikacjach do Ligi Europy UEFA w meczu przeciwko Shamrock Rovers (2:2).

### Kasımpaşa SK
28 września 2020 podpisał kontrakt z zespołem Kasımpaşa SK. Zadebiutował 18 października 2020 w meczu Süper Lig przeciwko Fatih Karagümrük (1:1).

### FK Bodø/Glimt
29 sierpnia 2021 przeszedł do klubu FK Bodø/Glimt. Zadebiutował 16 września 2021 w meczu fazy grupowej Ligi Konferencji Europy UEFA przeciwko Zorii Ługańsk (3:1). W Eliteserien zadebiutował 19 września 2021 w meczu przeciwko Viking FK (1:3).

## Kariera reprezentacyjna

### Ghana
W październiku 2016 roku otrzymał powołanie do reprezentacji Ghany. Zadebiutował 11 października 2016 w meczu towarzyskim przeciwko reprezentacji Południowej Afryki (1:1).

## Statystyki

### Klubowe
(aktualne na dzień 28 lutego 2023)
| Klub                   | Sezon              | Liga               | Liga        | Liga   | Puchar kraju | Puchar kraju | Kontynentalne | Kontynentalne | Suma  | Suma   |   |
| Klub                   | Sezon              | Liga               | Mecze       | Bramki | Mecze        | Bramki       | Mecze         | Bramki        | Mecze | Bramki |   |
| ---------------------- | ------------------ | ------------------ | ----------- | ------ | ------------ | ------------ | ------------- | ------------- | ----- | ------ | - |
| Samut Songkhram (wyp.) | 2013               | Thai League 1      | 12          | 6      | 0            | 0            | –             | –             | 12    | 6      |   |
| Samut Songkhram (wyp.) | Ogólnie            | Ogólnie            | 12          | 6      | 0            | 0            | 0             | 0             | 12    | 6      |   |
| Sogndal Fotball (wyp.) | 2013               | Eliteserien        | 7           | 0      | 0            | 0            | –             | –             | 7     | 0      |   |
| Sogndal Fotball (wyp.) | Ogólnie            | Ogólnie            | 7           | 0      | 0            | 0            | 0             | 0             | 7     | 0      |   |
| BEC Tero Sasana        | 2014               | Thai League 1      | 26          | 6      | 0            | 0            | –             | –             | 26    | 6      |   |
| BEC Tero Sasana        | 2015               | Thai League 1      | 20          | 1      | 0            | 0            | –             | –             | 20    | 1      |   |
| BEC Tero Sasana        | Ogólnie            | Ogólnie            | 46          | 7      | 0            | 0            | 0             | 0             | 46    | 7      |   |
| Sogndal Fotball        | 2016               | Eliteserien        | 28          | 3      | 3            | 0            | –             | –             | 31    | 3      |   |
| Sogndal Fotball        | 2017               | Eliteserien        | 30          | 7      | 3            | 1            | –             | –             | 33    | 8      |   |
| Sogndal Fotball        | Ogólnie            | Ogólnie            | 58          | 10     | 6            | 1            | 0             | 0             | 64    | 11     |   |
| SK Brann               | 2018               | Eliteserien        | 30          | 1      | 2            | 0            | –             | –             | 32    | 1      |   |
| SK Brann               | 2019               | Eliteserien        | 25          | 2      | 2            | 0            | 2             | 0             | 29    | 2      |   |
| SK Brann               | 2020               | Eliteserien        | 17          | 8      | 0            | 0            | –             | –             | 17    | 8      |   |
| SK Brann               | Ogólnie            | Ogólnie            | 72          | 11     | 4            | 0            | 2             | 0             | 78    | 11     |   |
| Kasımpaşa SK           | 2020/21            | Süper Lig          | 22          | 0      | 1            | 0            | –             | –             | 23    | 0      |   |
| Kasımpaşa SK           | Ogólnie            | Ogólnie            | 22          | 0      | 1            | 0            | 0             | 0             | 23    | 0      |   |
| FK Bodø/Glimt          | 2021               | Eliteserien        | 6           | 1      | 3            | 1            | 8             | 0             | 17    | 1      |   |
| FK Bodø/Glimt          | 2022               | Eliteserien        | Eliteserien | 14     | 0            | 1            | 0             | 7             | 0     | 22     | 0 |
| FK Bodø/Glimt          | Ogólnie            | Ogólnie            | Eliteserien | 20     | 1            | 4            | 1             | 15            | 0     | 39     | 1 |
| Aalesunds FK (wyp.)    | 2022               | Eliteserien        | 10          | 1      | 0            | 0            | 0             | 0             | 10    | 1      |   |
| Aalesunds FK (wyp.)    | Ogólnie            | Ogólnie            | 20          | 1      | 4            | 1            | 15            | 0             | 39    | 1      |   |
| Ogólnie                | Ogólnie            | 10                 | 0           | 0      | 0            | 0            | 0             | 10            | 1     |        |   |
| Ogólnie w karierze     | Ogólnie w karierze | Ogólnie w karierze | 247         | 36     | 15           | 1            | 17            | 0             | 279   | 37     |   |

### Reprezentacyjne
| Reprezentacja | Rok     | Mecze | Bramki |
| ------------- | ------- | ----- | ------ |
| Ghana         |         |       |        |
| 2016          | 1       | 0     |        |
| Ogólnie       | Ogólnie | 1     | 0      |

| Mecze i gole w reprezentacji | Mecze i gole w reprezentacji | Mecze i gole w reprezentacji | Mecze i gole w reprezentacji | Mecze i gole w reprezentacji | Mecze i gole w reprezentacji | Mecze i gole w reprezentacji | Mecze i gole w reprezentacji |
| Lp.                          | Data                         | Miejsce                      | Gospodarz                    | Gość                         | Wynik                        | Gol                          | Rozgrywki                    |
| ---------------------------- | ---------------------------- | ---------------------------- | ---------------------------- | ---------------------------- | ---------------------------- | ---------------------------- | ---------------------------- |
| 1.                           | 11.10.2016                   | Durban                       | Południowa Afryka            | Ghana                        | 1:1                          |                              | Mecz towarzyski              |